# Meaghan Mikkelson
Meaghan Mikkelson (Regina, 4 gennaio 1985) è una hockeista su ghiaccio canadese.
Ha vinto due medaglie d'oro olimpiche nell'hockey su ghiaccio con la nazionale femminile canadese, trionfando alle Olimpiadi invernali di Vancouver 2010 e alle Olimpiadi invernali di Sochi 2014 e anche la medaglia d'argento nel torneo femminile alle Olimpiadi invernali 2018 di Pyeongchang.
Nelle sue partecipazioni ai campionati mondiali ha conquistato una medaglia d'oro (2012) e quattro medaglie d'argento (2008, 2009, 2011 e 2013).